# Castelo de Läckö
O Castelo de Läckö (em sueco: Läckö slott;  PRONÚNCIA) situa-se na ilha de Kållandsö, na margem sul do lago Vänern, a 20 quilômetros a norte da cidade de Lidköping, na Suécia. Com suas torres e grossas muralhas, este palácio tem um caráter de fortaleza ao estilo da Renascença. Hoje em dia, é propriedade do Estado e é gerido pela Direção-Geral do Património Imobiliário. É uma grande atração turística, estando aberto ao público.

## História
Foi erguido em 1298, pelo bispo Brinolfo I de Skara como residência fortificada que consistia em duas ou três edificações cercadas por uma muralha. Após um incêndio nos anos 1470, a fortificação foi expandida pelo bispo Brinolfo III. Uma construção adicional foi feita no século XVII quando o castelo pertencia a Magnus Gabriel De la Gardie.